# 横市鎮 (寧郷市)
横市鎮（おうしちん）は中華人民共和国湖南省長沙市寧郷市の鎮。

## 行政区画
- 横市社区
- 望百峰村
- 金棋村
- 雲山村
- 向陽村
- 泉柳村
- 合金村
- 利民村
- 横市村
- 鉄沖村
- 界頭村
- 金豊村
- 関聖村
- 仁橋村

## 経済

### 名物・特産品
- たばこ
- スイカ
- 鉄

## 地理
横市鎮は寧郷市の北西部に位置し、北は益陽市灰山港鎮と、東は喩家坳郷、双鳧鋪鎮と、西は黄材鎮と、南は老糧倉鎮とそれぞれ接している。
- 河川：潙水河
- 山：双乳峰、滴水岩、爛山峡
- 湖沼：鉄沖水庫

## 教育
- 初中：横市中学

## 交通

### 鉄道
- 洛湛線

### 道路
- 省道：1810省道

## 観光
- 歩雲橋
- 雲山書院